# Pseudomugil pellucidus
Pseudomugil pellucidus är en fiskart som beskrevs av Allen och Ivantsoff, 1998. Pseudomugil pellucidus ingår i släktet Pseudomugil och familjen Pseudomugilidae. IUCN kategoriserar arten globalt som sårbar. Inga underarter finns listade i Catalogue of Life.